# Aleksandr Riekunkow
Aleksandr Michajłowicz Riekunkow (ros. Алекса́ндр Миха́йлович Рекунко́в, ur. 27 października 1920 w Obwodzie Wojska Dońskiego, zm. 2 maja 1996 w Moskwie) – prokurator generalny ZSRR (1981-1988).

## Życiorys
Od 1939 do grudnia 1940 żołnierz Armii Czerwonej, kursant szkoły artyleryjskiej w Tbilisi (nie ukończył), później słuchacz kursów przy Rostowskiej Szkole Prawniczej. Od 1940 członek WKP(b), od marca do października 1941 kierownik sektora rejonowego komitetu Komsomołu, przewodniczący rejonowej rady towarzystwa pomocy obronie, lotnictwu i budownictwu chemicznemu w obwodzie rostowskim. Od października 1941 do sierpnia 1945 ponownie żołnierz Armii Czerwonej, kolejno dowódca plutonu, dowódca kompanii i dowódca batalionu na 2 Froncie Białoruskim i 3 Froncie Białoruskim, został ranny i odesłany na leczenie. Od sierpnia 1945 do października 1947 był pomocnikiem prokuratorów rejonowych w obwodzie rostowskim, 1947-1952 prokurator rejonowy w obwodzie rostowskim, 1946-1952 studiował w Rostowskiej Filii Wszechzwiązkowego Zaocznego Instytutu Prawnego, 1952-1958 prokurator rejonu azowskiego w obwodzie rostowskim. 1958-1960 zastępca prokuratora, a 1960-1966 prokurator obwodu briańskiego, 1966-1971 prokurator obwodu woroneskiego, 1971-1976 I zastępca prokuratora RFSRR. Od 1976 do 9 lutego 1981 I zastępca prokuratora generalnego ZSRR, od 9 lutego 1981 do 26 maja 1988 prokurator generalny ZSRR, od 3 marca 1981 do 25 kwietnia 1989 członek KC KPZR, od maja 1988 na emeryturze. Deputowany do Rady Najwyższej ZSRR 10 i 11 kadencji. Pochowany na Cmentarzu Kuncewskim w Moskwie.

## Odznaczenia
- Order Rewolucji Październikowej
- Order Wojny Ojczyźnianej I klasy (dwukrotnie)
- Order Czerwonego Sztandaru Pracy (dwukrotnie)
- Order Wojny Ojczyźnianej II klasy (dwukrotnie - czerwiec 1944 i sierpień 1944)
- Order Czerwonej Gwiazdy (grudzień 1944)
- Zasłużony Prawnik RFSRR (1970)